# Генерал Делла Ровере
«Генерал Делла Ро́вере» (итал. Il generale Della Rovere) — кинофильм режиссёра Роберто Росселлини, вышедший на экраны в 1959 году. Лента основана на романе Индро Монтанелли.

## Сюжет
Действие происходит в Генуе в конце Второй мировой войны. Эмануэле Бардоне — игрок и мошенник, выдающий себя за полковника Гримальди, чтобы проще входить в доверие к людям. Он берёт деньги у родственников арестованных немцами людей, якобы чтобы помочь им избежать отправки в Германию или выйти на свободу. Когда Бардоне ловят с поличным, немецкий полковник Мюллер предлагает ему сыграть роль генерала Делла Ровере, лидера итальянских партизан-антифашистов, убитого во время облавы. Бардоне соглашается и отправляется в тюрьму, где его присутствие, как ожидается, должно способствовать выявлению подпольной сети. Однако в новых условиях личность мошенника претерпевает неожиданную трансформацию.

## В ролях
- Витторио Де Сика — Витторио Эмануэле Бардоне / Гримальди
- Ханнес Мессемер — полковник СС Мюллер
- Витторио Каприоли — Аристид Бьянкелли
- Сандра Мило — Валерия
- Джованна Ралли — Ольга
- Анн Вернон — Кьяра Фассио
- Джузеппе Россетти — Пьетро Валери
- Курт Зелге — Шранц

## Награды и номинации
- 1959 — приз «Золотой лев» и приз католической киноорганизации (оба — Роберто Росселлини) на Венецианском кинофестивале.
- 1959 — 5 призов кинофестиваля в Сан-Франциско: лучший фильм, лучшая режиссура (Роберто Росселлини), лучший сценарий (Серджио Амидеи, Диего Фаббри, Индро Монтанелли), лучший актёр (Витторио Де Сика), лучший актёр второго плана (Ханнес Мессемер).
- 1960 — премия «Давид ди Донателло» за лучшее продюсирование.
- 1960 — премия «Серебряная лента» Итальянского национального синдиката киножурналистов за лучшую режиссуру (Роберто Росселлини).
- 1960 — номинация на премию Национального совета кинокритиков США за лучший зарубежный фильм.
- 1962 — номинация на премию «Оскар» за лучший оригинальный сценарий (Серджио Амидеи, Диего Фаббри, Индро Монтанелли).